# Еше Лодой Ринпоче
Еше́ Лодо́й Ринпоче́ (тиб. ཡེ་ཤེས་བློ་གྲོས་རིན་པོ་ཆེ།, Вайли Ye-shes bLo-gros Rin-po-che), также Ело-тулку (тиб. ཡེ་བློ་ེསྤྲུལ་སྐུ།, Вайли Ye bLo sPhrul-sku), Еше Лодрё Ринпоче IV (1940, Литанг, Тибет — 7 февраля 2025, Катманду, Непал) — буддийский монах тибетской традиции гелуг, тулку, геше. Известен деятельностью по возрождению буддизма в Бурятии.

## Биография

### Образование
В три года в Тибете был признан четвёртым перерождением Ело-тулку. С шести лет он начал обучение в монастыре школы гелуг. На родине у Еше Лодоя было два учителя — Адон Пунцог Ринпоче, занимавшийся с юным Еше Лодоем в свои последние годы и определивший жизненные позиции ученика, и Лобсанг Хайдуб, ученик Адон Пунцога. Он обучал шестилетнего Еше Лодоя, начиная с алфавита и заучивания наизусть текстов.
В семь лет Еше Лодой принял начальные монашеские обеты; через год Литанг посетил Шивалха-лхарамба, который был бурятским ламой из Агинского округа, села Судунтуй. В 11 лет Еше Лодой начал изучать буддийскую философию.
В 1956 году, когда Еше Лодою исполнилось тринадцать лет, в Тибет вошла китайская армия (НОАК) и учителя посоветовали Еше Лодою перебраться в Лхасу для продолжения учебы. Здесь он поселился в монастыре Дрепунг (факультет Гоман-дацан), и с молодым тулку стал заниматься знаток Винаи лама-бурят Тубтен Чойджи Нима, начав с начального класса философии Дуйра.
В марте 1959 года, в связи с действиями НОАК в Тибете, Еше Лодой бежал из Лхасы в Индию (через Бутан) в составе группы из, примерно, 20 человек. В Индии его образование продолжилось в лагерях для тибетских беженцев. С 1959 по 1971 год он продолжал обучение по разделам Мадхьямика, Абхидхарма, Виная и Праджняпарамита. В 1963 году он принял от Далай-ламы полные монашеские обеты гелонга. В 1972 году Еше Лодой поступил в буддийский университет в городе Сарнатх, где в течение трёх лет прошел полный курс Ламрима. С отличием окончив университет, он получил звание Ачарья (соответствует званию старшего преподавателя буддийских философских наук).
В 1975—1977 годах из Швейцарии приехал бурятский лама Агван Нима, назначенный хамбо-ламой факультета (дацана) Гоман, и в течение трёх лет Еше Лодой учился у него. Коренным Учителем Еше Лодой Ринпоче считается Тубтен Чойджи Ньима, а основными учителями — Далай-лама XIV и его Учителя — Триджанг Ринпоче и Линг Ринпоче. Еше Лодой Ринпоче также получил основные посвящения и передачи Учения от крупнейших лам школ Гелуг, Кагью, Ньингма и Сакья.

### Работа в Дхарамсале и Монголии
После этого Еше Лодой работал в Дхарамсале в Тибетской библиотеке трудов и архивов заместителем заведующего отделом и заведующим отделом. В 1979 году Еше Лодой Римпоче сдал экзамен на звание геше-лхарамба, высшей учёной степени в буддийской философии традиции Гелугпа (соответствует званию доктора философии) на факультете (дацане) Гоман монастыря Дрепунг.
В 1992 году по просьбе монгольских буддистов и по поручению Далай-ламы Еше Лодой Ринпоче приехал в Монголию.

### Работа в России

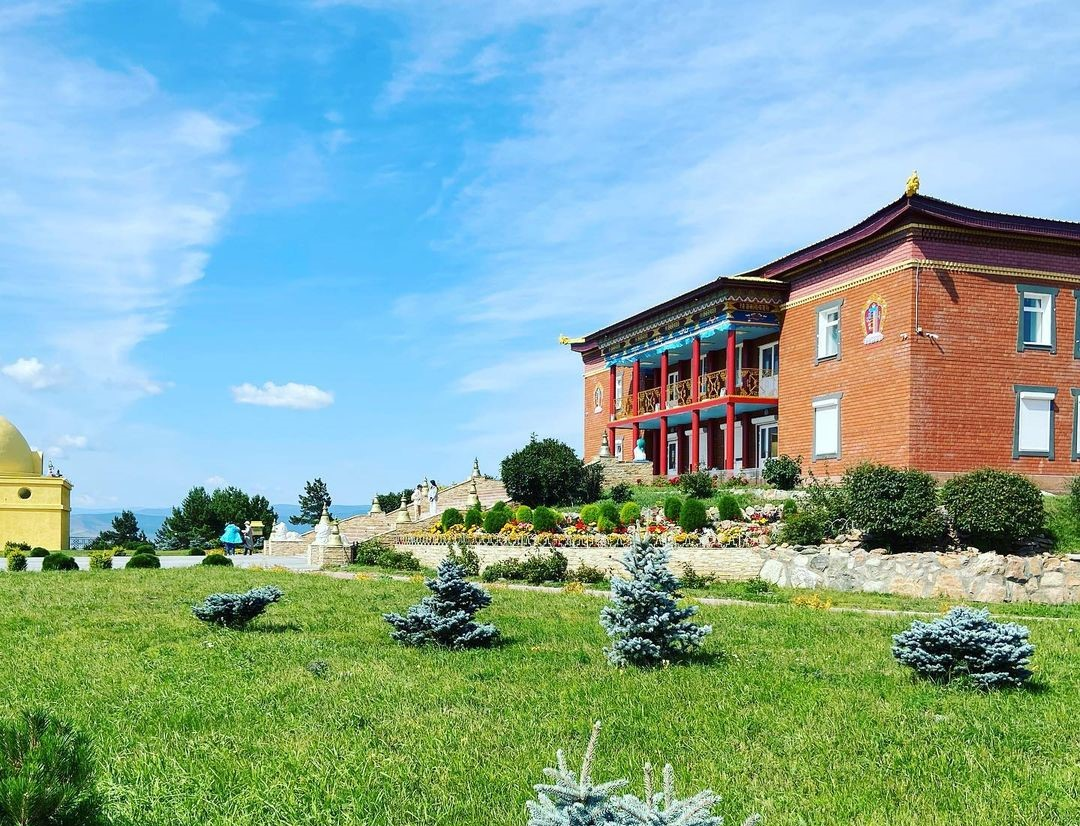
Дацан Ринпоче Багша

В 1993 году по просьбе бурятских Пандито Хамбо-ламы Жамьяна Шагдарова и дид-хамбо ламы Доржижаба Мархаева Далай-лама XIV направил Еше Лодой Римпоче учителем в Бурятию. Еше Лодой Ринпоче начал преподавать цанид в буддийском институте «Даши Чойхорлин» Буддийской традиционной сангхи России при Иволгинском дацане.
В 1999 году в Улан-Удэ для развития образовательных и духовных программ Еше Лодоя было начато строительство центра «Ринпоче Багша», открытого в 2004 году, куда он впоследствии и переехал, оставив преподавательскую работу. Под патронажем Еше Лодоя были созданы дхарма-центры в Бурятии и ряде других регионов России.
Еше Лодой Ринпоче передавал посвящения и наставления по буддийским практикам в Бурятии, Агинском бурятском округе, Калмыкии, в городах Владивосток, Екатеринбург, Иркутск, Новосибирск, Омск, Санкт-Петербург, Северобайкальск, Усть-Илимск, Чита, городах Алтайского края. 7 апреля 2011 года Еше Лодой по приглашению факультета культурологии и искусствоведения Уральского государственного университета прочитал лекцию на тему «Культура стран гималайского региона: история и современность».
Умер 7 февраля 2025 года.